# 契梅克塔公園 (加利福尼亞州)
契梅克塔公園（英語：Chekemeta Park）是位於美國加利福尼亞州聖塔克拉拉縣的一個非建制地區。該地的面積和人口皆未知。

## 地理
契梅克塔公園的座標為37°09′42″N 121°58′16″W / 37.16167°N 121.97111°W，而該地的平均海拔高度為312米（即1024英尺）。